# Wünsch híd

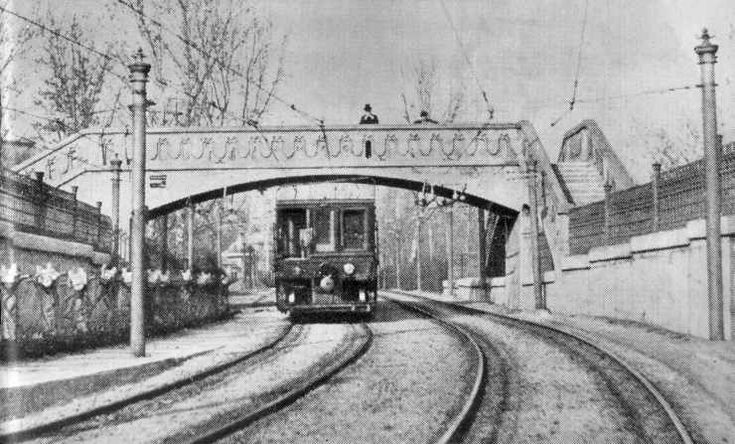
Die Wünsch híd kurz nach ihrer Entstehung, wenige Meter nach der Brücke endete die vom Hősök tere her kommende Tunnelrampe der U-Bahn

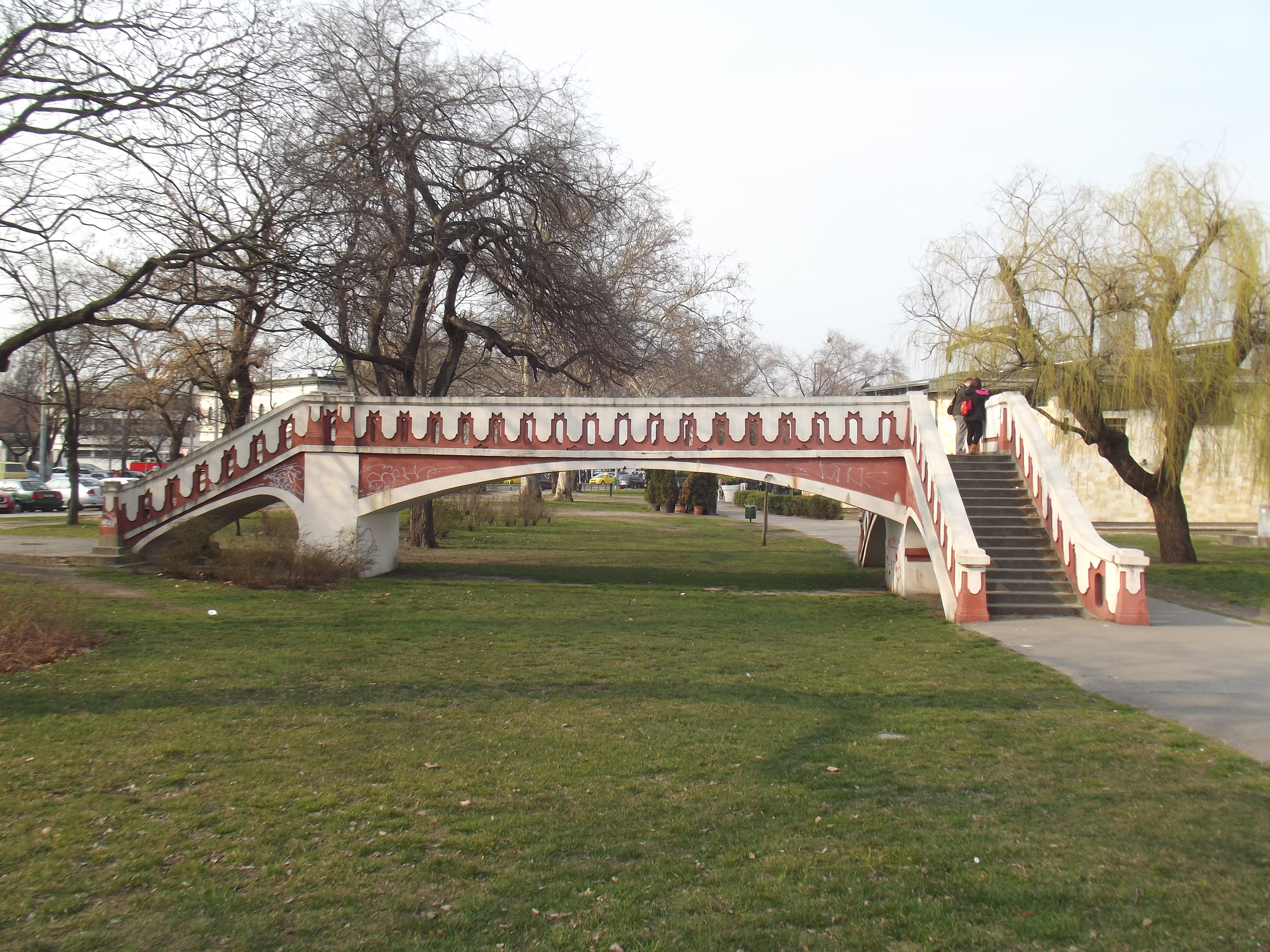
Die Brücke mit verfülltem Einschnitt, 2015

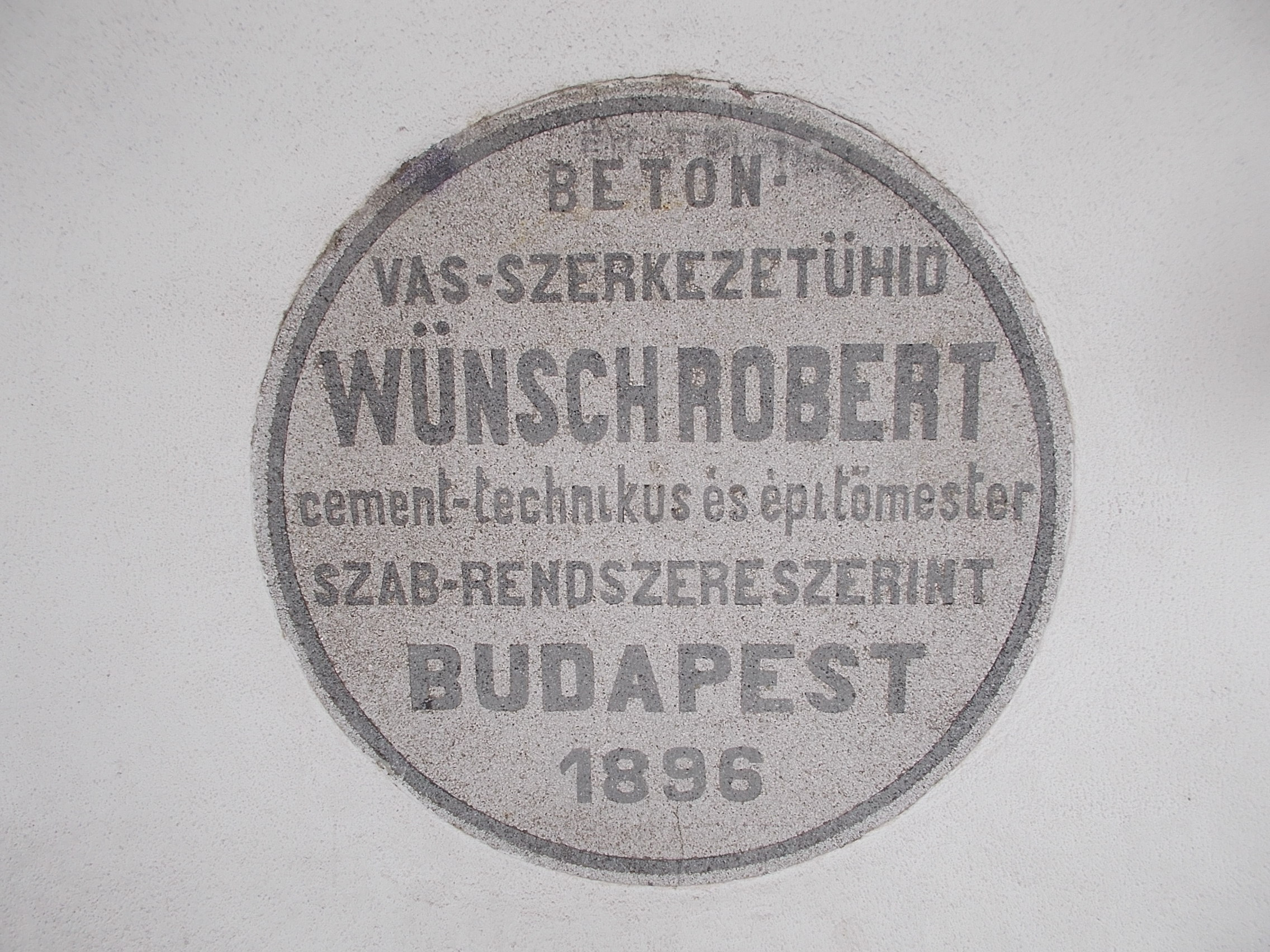
Plakette der für den Bau verantwortlichen Firma Róbert Wünsch

Die Wünsch híd, dt. Wünsch-Brücke, ist eine 1896 fertiggestellte Fußgängerbrücke in Budapest. Die monolithische Bogenbrücke wurde vom namensgebenden Bauunternehmen Róbert Wünsch entworfen und vom Architekten György Brüggemann gestaltet. Sie wurde vor Ort aus vorgefertigten Elementen zusammengebaut und gilt als erste Stahlbetonbrücke Ungarns.

## Geschichte
Der Brückenbau war notwendig, um den Passanten von und zum Stadtwäldchen die Überquerung der im gleichen Jahr eröffneten ersten Budapester U-Bahn-Linie zu ermöglichen. Diese verlief dort früher oberirdisch, war aber aufgrund ihrer besonders niedrig hängenden Oberleitung aus Sicherheitsgründen eingezäunt. Unter der Brücke verliefen drei Gleise, darunter neben den beiden Richtungsgleisen das Stumpfgleis für Fahrten von und zum Depot. 
Der Zementtechniker Róbert Wünsch war ein wichtiger ungarischer Vertreter in der frühen Phase des Stahlbetonbaus. Nach seinem Ende der 1880er Jahre patentierten Verfahren erhielt die untere Oberfläche der Platten eine bogenartige Ausführung und beide Gurte hatten je eine Eiseneinlage. Die obere liegt dabei waagrecht, die im unteren Gurt folgt dem Bogen. Der Seitendruck des Gewölbes wird von den Eiseneinlagen aufgenommen, die mit Eisenhaken an den Widerlagern befestigt sind. Sie leiten diesen Druck mit Hilfe der Eisenschiebeeinlagen, die durch die am Sockel der Widerlager verankerten Eisenhaken geführt sind, an den Unterbau weiter. In den Bögen und im oberen Gurt befinden sich T-Profile (25/29/4 Millimeter) in Abständen von 15 bis 50 Zentimetern, die ihr Eigengewicht und die Nutzlast tragen. Diese Bauweise verbreitete sich später nicht, sondern das 1892 patentierte System Hennebique.
Die Spannweite der Wünsch híd beträgt 10,70 Meter, ihre Breite 2,60 Meter, die nutzbare Wegbreite 2,0 Meter. Sie ist asymmetrisch ausgeführt, auf der Zoo-Seite steht eine einarmige, geradlinige Treppe, auf der Stadtwäldchen-Seite hingegen eine zweiarmige Treppe mit Viertelwendung. Auch die Treppenarme sind mit Wünsch-Stahlbetonbögen unterstützt. Der Bogen über der Öffnung ist ein Kreissegment, die Bögen unter den Treppenarmen sind korbbogenförmig. Die Stirnmauern über den Bögen sind mit Decksteinen aus Stahlbeton abgeschlossen, die Geländerteile sind Fertigbetonteile, die in das Nest der Decksteine eingesetzt sind. Die Brüstung ist mit einer Reihe von Decksteinen aus Beton abgeschlossen. Der Bogen über die Öffnung ist im Laufe der Jahrzehnte um einige Zentimeter nach unten gerutscht, weshalb nachträglich ein Gully eingebaut werden musste. Auf der Stadtwäldchen-Seite wurde in der Nische des Brückenkopfs eine kreisförmige Betonplatte zum Gedenken an den Bau der Brücke angebracht.
In Folge der Einstellung des oberirdischen U-Bahn-Abschnitts im Jahr 1973 wurde der unter der Brücke gelegene Einschnitt im Zuge der Tunnelrampe später verfüllt und das Bauwerk auf Initiative des benachbarten Verkehrsmuseums zum Baudenkmal erklärt. 1981 und 2006 fand jeweils eine Renovierung statt.

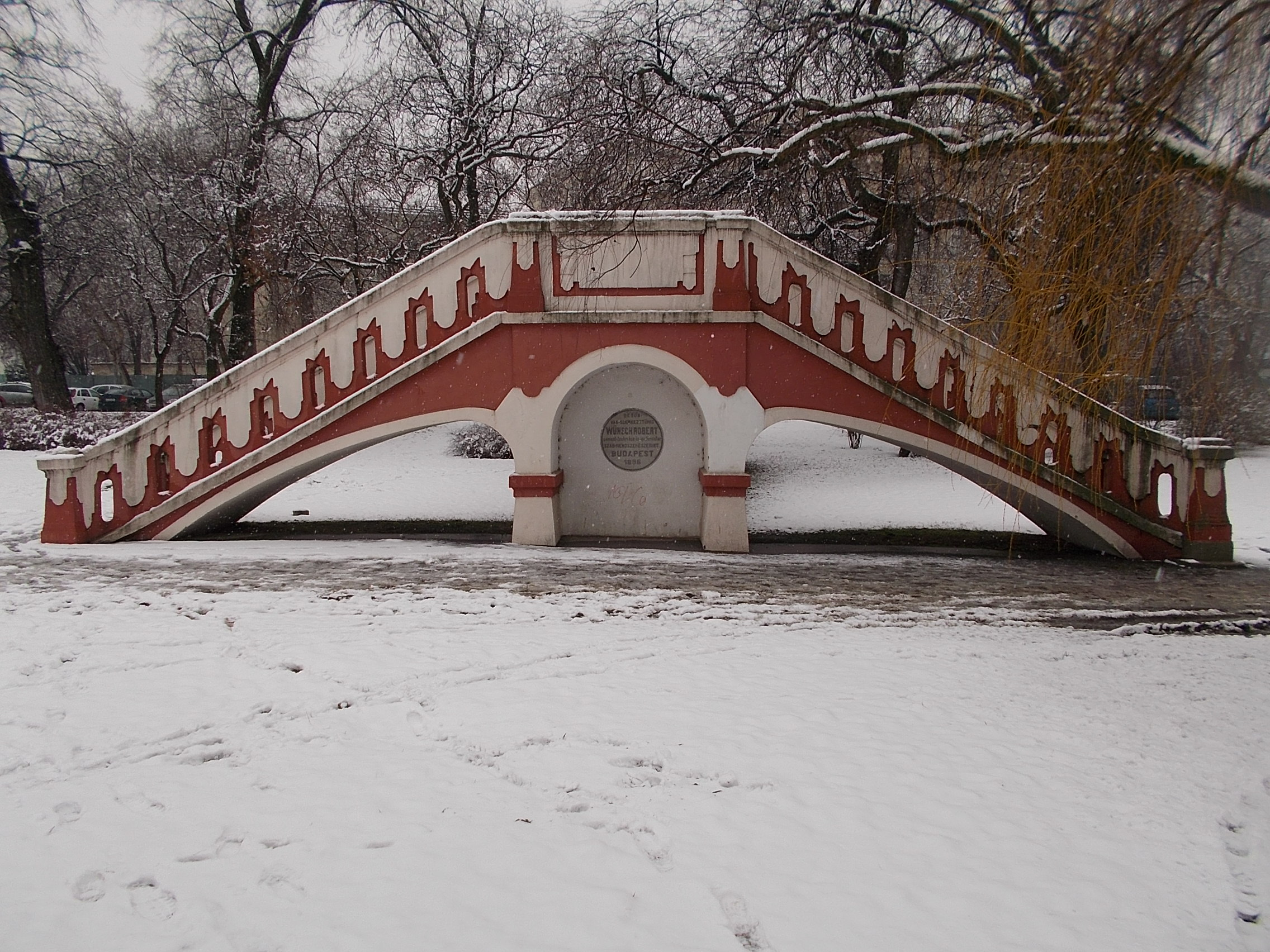
Der zweiarmige Aufgang auf der Stadtwäldchen-Seite
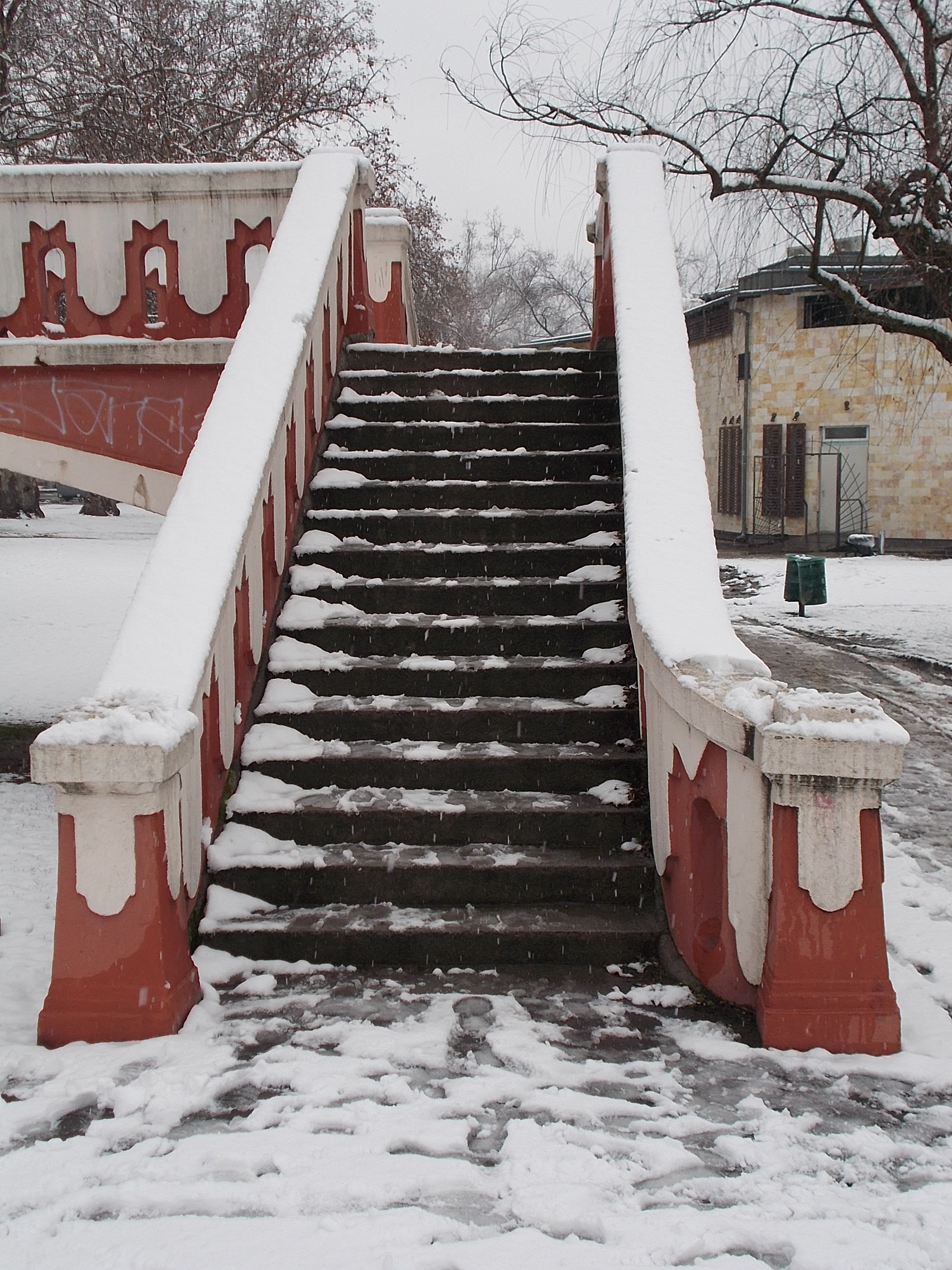
Einer der beiden Treppenarme auf der Stadtwäldchen-Seite
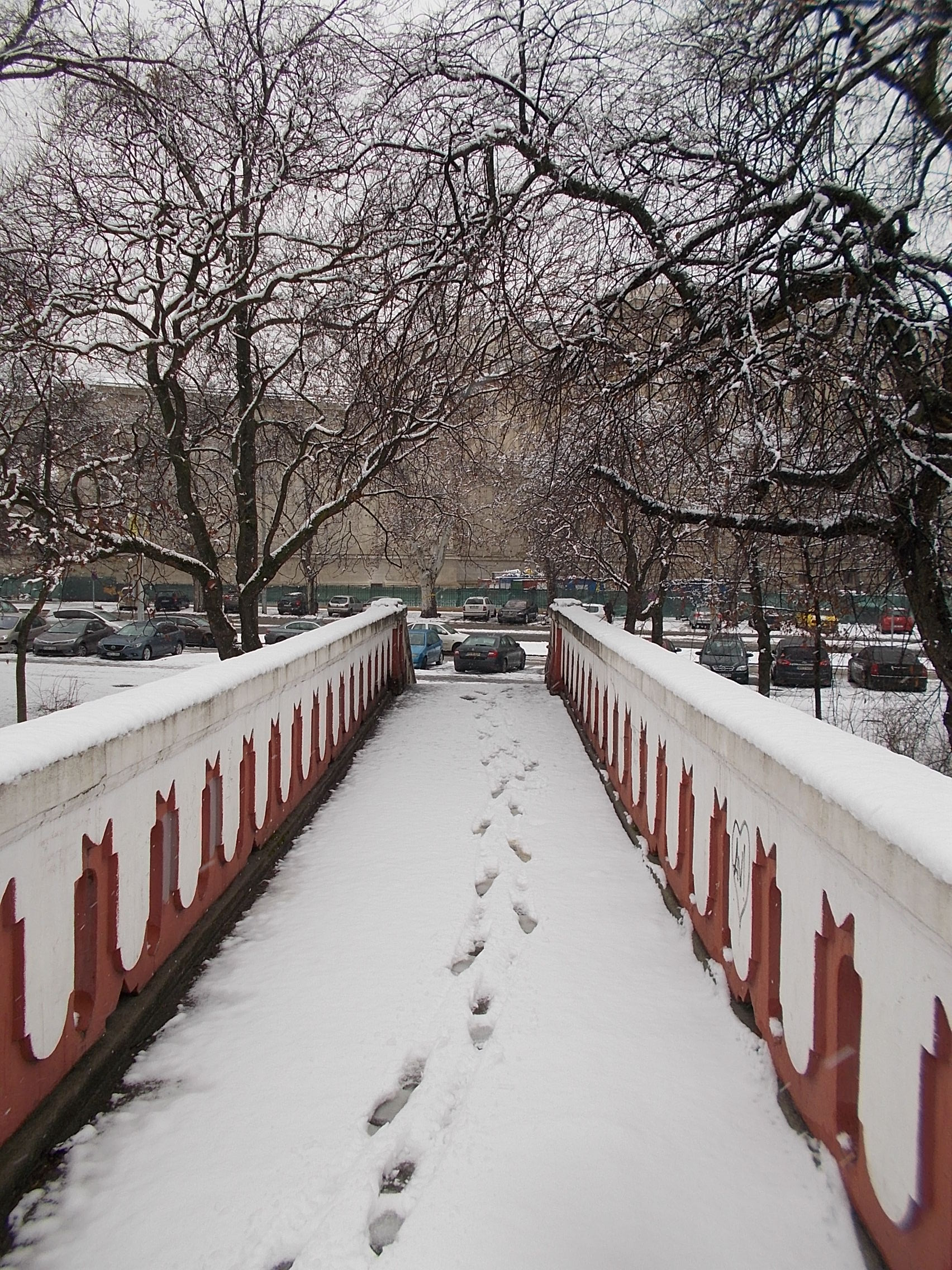
Auf der Brücke
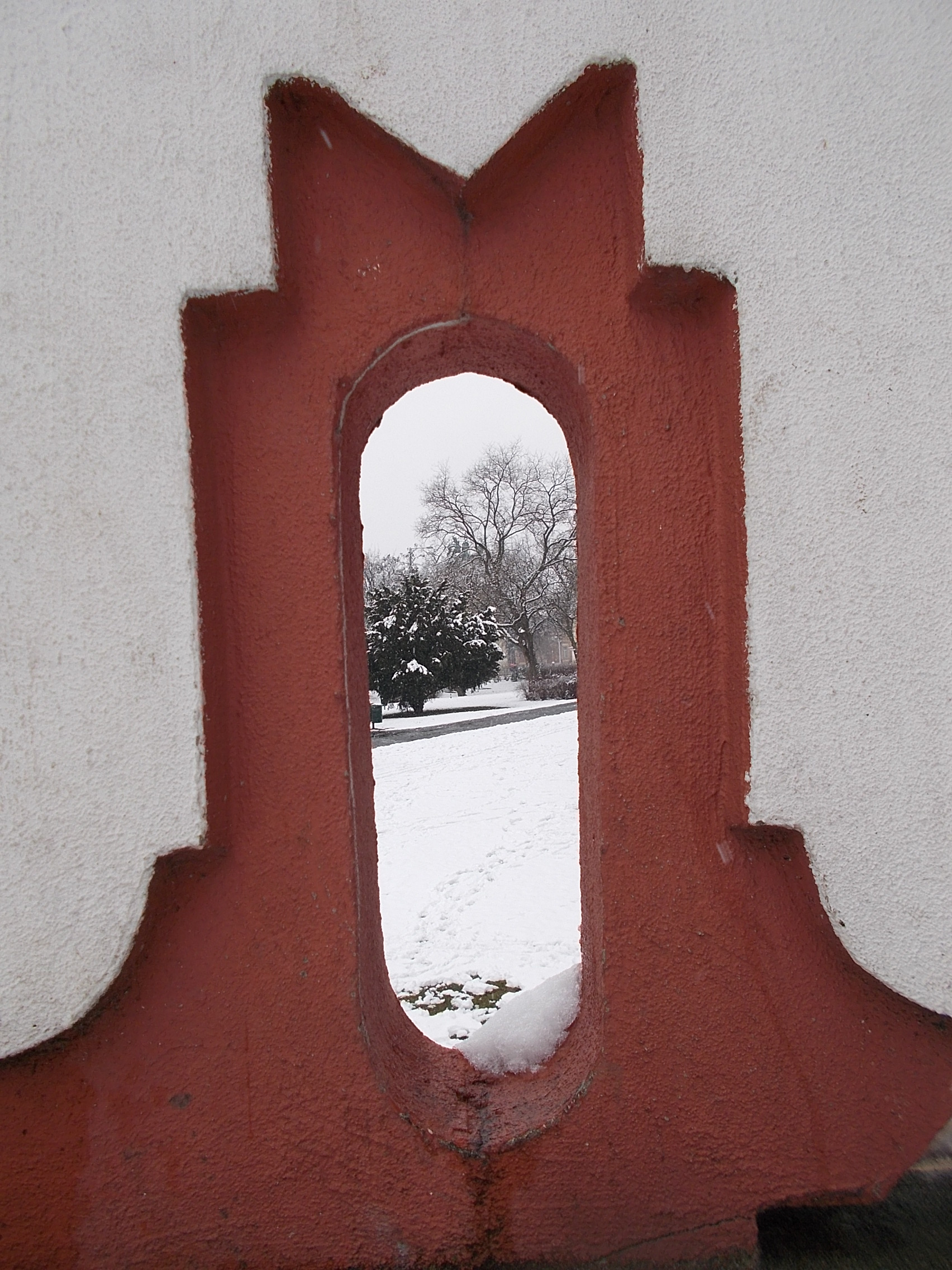
Detailansicht des Geländers